# Jean Birelle

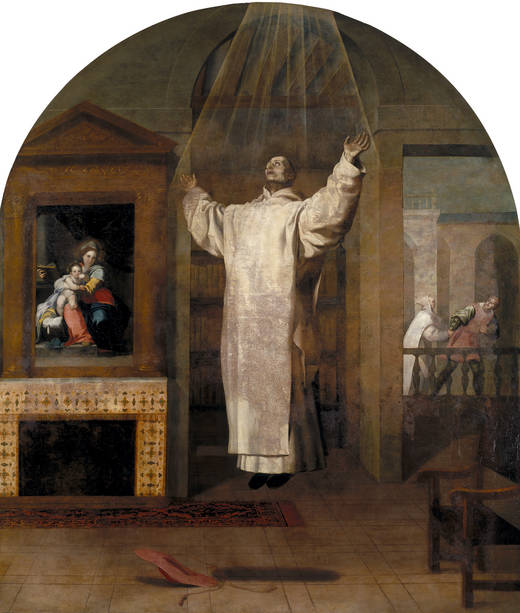
Vicente Carducho: El éxtasis de Jean Birelle (1626-1632). Monasterio del Paular.

Jean Birelle (fallecido el 6 de enero de 1361) fue un monje cartujo francés, general de la Orden de 1346 a 1361.
Nació en Limoges. Profesó como cartujo en Glandier y fue prior en Bonnefoy. En 1346 sustituyó a Henri Pollet como general de la Orden, cargo que mantuvo hasta su muerte en 1361.
Tuvo gran fama como religioso contemplativo. A la muerte del papa Clemente VI, fue elegido el 18 de diciembre de 1352 como sucesor Étienne Aubert, quien adoptó el nombre de Inocencio VI. En el cónclave, algunos cardenales habían propuesto como papa a Jean Birelle quien, según algunos autores, había rechazado con gran humildad la posibilidad de ser nombrado obispo de Roma. Según otros, el cardenal De Talleyrand-Périgord persuadió al resto del colegio cardenalicio de que elegir a Birelle supondría repetir el error que se cometió en el cónclave de 1294, cuando se eligió papa a Celestino V, hombre de grandes virtudes y santidad, pero totalmente incapaz de dirigir la Iglesia. Inocencio VI, en cualquier caso, le agradeció a Birelle que rehusara el título papal ofreciéndole ser nombrado cardenal, algo que también rechazó. El papa promovió la orden cartujana con la fundación en Villeneuve-les-Avignon de la Cartuja de Notre-Dame-du-val-de-Bénédiction, donde se encuentra su tumba.